# Mejor portero del mundo del cuarto de siglo (1987-2011) según la IFFHS

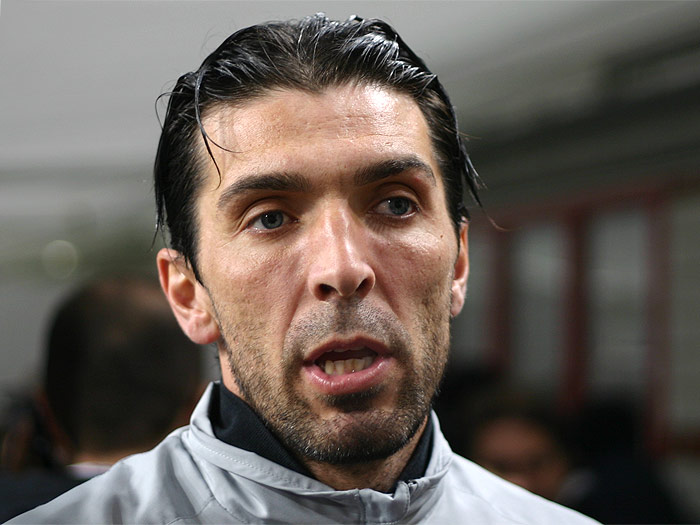
Gianluigi Buffon, elegido mejor portero

El mejor portero del mundo del cuarto de siglo (1987-2011) fue un premio honorífico otorgado por la Federación Internacional de Historia y Estadística de Fútbol (IFFHS).
Gianluigi Buffon, portero de origen italiano fue elegido como el mejor portero. Durante su trayectoria como futbolista, Buffon ganó títulos con la Juventus de Turín, el Parma F.C. y el Paris Saint-Germain. Además fue condecorado con la Orden al Mérito de la República Italiana por sus contribuciones al deporte.

## Historia
Para mediados del mes de enero de 2012, la Federación Internacional de Historia y Estadística de Fútbol (IFFHS) seleccionó a una serie de jugadores, todos de la demarcación guardameta, con la finalidad de elegir al mejor en su posición durante el cuarto del sigo 1987-2011. La votación final para elegir al mejor portero estuvo a cargo de especialistas y redactores deportivos de todo el mundo.
En la elección de los porteros se ha tenido en cuenta la clasificación anual, donde aparece de forma detallada la posición de cada uno en la página oficial de la IFFHS. Esto refleja un criterio más objetivo pata determinar la elección final del mejor portero.

## Ganador
En total, fueron más de 130 candidatos a mejor portero del mundo del cuarto de siglo (1987-2011). Al ser un ranking mundial, los candidatos fueron seleccionados de todos los continentes, teniendo en cuenta su historial deportivo, títulos, distinciones y demás aspectos. Entre los diez primeros guardametas figuran  dos sudamericanos y ocho europeos. Entre los sudamericanos, el mejor posicionado es el paraguayo José Luis Chilavert con 146 puntos que representa la séptima posición y el brasileño Cláudio Taffarel, por la obtención de 130 puntos y ubicado en la décima posición. Finalmente el italiano Gianluigi Buffon fue el vencedor con 226, seguido de los guardametas Iker Casillas y Edwin van der Sar con 213 y 201 puntos respectivamente.

### Ranking final
| Posición | Nacionalidad    | Futbolista          | Puntos |
| -------- | --------------- | ------------------- | ------ |
| 1        | Italia          | Gianluigi Buffon    | 226    |
| 2        | España          | Iker Casillas       | 213    |
| 3        | Países Bajos    | Edwin van der Sar   | 201    |
| 4        | Dinamarca       | Peter Schmeichel    | 179    |
| 5        | Alemania        | Oliver Kahn         | 162    |
| 6        | República Checa | Petr Čech           | 154    |
| 7        | Paraguay        | José Luis Chilavert | 146    |
| 8        | Italia          | Walter Zenga        | 132    |
| 8        | España          | Andoni Zubizarreta  | 132    |
| 10       | Brasil          | Claudio Taffarel    | 130    |